# Bray-sur-Seine
 Bray-sur-Seine  es una población y comuna francesa, en la región de Isla de Francia, departamento de Sena y Marne, en el distrito de Provins. Es el chef-lieu y mayor población del cantón de Bray-sur-Seine.

## Demografía
| 1819 | 1913 | 2085 | 2116 | 2238 | 2278 |
| Para los censos de 1962 a 1999 la población legal corresponde a la población sin duplicidades (Fuente: INSEE [Consultar]) |      |      |      |      |      |